# Amasse (affluent de la Loire)
Pour les articles homonymes, voir Amasse (homonymie) et Masse (homonymie).
L'Amasse, ou La Masse, est une rivière des départements Indre-et-Loire et Loir-et-Cher en région Centre-Val de Loire, et un affluent gauche du fleuve la Loire.

## Géographie
Longue de 29,2 kilomètres, l'Amasse prend sa source dans la forêt de Chaumont, à l'étang de Sudais sur la commune de Pontlevoy dans le Loir-et-Cher, dans la forêt de Sudais à 96 m d'altitude.
Elle s'écoule d'est en ouest pour confluer en rive gauche de la Loire à Amboise, à 61 m d'altitude.
C'est elle qui arrose le château d'Amboise et le manoir du Clos Lucé.

### Communes et cantons traversés
Dans les deux départements de Indre-et-Loire et Loir-et-Cher, l'Amasse traverse les sept communes suivantes, dans trois cantons, dans le sens amont vers aval, de Pontlevoy (source), Sambin, Chaumont-sur-Loire, Vallières-les-Grandes, Souvigny-de-Touraine, Saint-Règle, Amboise (confluence).
Soit en termes de cantons, l'Amasse prend source dans le canton de Montrichard, traverse le canton de Contres et conflue dans le canton d'Amboise, c'est-à-dire dans les deux arrondissement de Blois et arrondissement de Tours.

### Bassin versant
L'Amasse traverse une seule zone hydrologique « La Masse & ses affluents » (K481) de 136 km2,.
L'Amasse traverse sept communes comprenant 18 694 habitants, sur une superficie de 213 km2 pour une densité de 87,9 hab/km2 à 88 mètres d'altitude[réf. nécessaire].

### Organisme gestionnaire
L’Amasse n’est pas un cours d’eau domanial : ses berges et son lit appartiennent aux propriétaires riverains, qui ont en majorité perdu intérêt alors que la rivière perdait sa valeur économique (disparition de l’activité des moulins, etc.). Les syndicats de l’Amasse d’Indre-et-Loire et du Loir-et-Cher ont été créés pour gérer l’entretien et la pollution.
Les deux syndicats se sont associés ponctuellement en 1996 pour mettre en place un plan de réhabilitation de la rivière : libre écoulement des eaux, stabilisation des berges, contrôle de la végétation. Un certain nombre de travaux ont été effectués dans ce cadre, visant principalement la végétation des berges.
En 2006 les deux syndicats se sont réunis de nouveau, pour un bilan des travaux réalisés, avec l’ambition d’atteindre les critères de la Directive Cadre sur l'eau en 2015. Cependant il s'est avéré que les travaux effectués n’avaient pas suffisamment directement adressé les causes des dégradations - principalement un élargissement exagéré du lit mineur de la rivière lors de travaux de curage et recalibrage réalisés en 1950, qui entraînèrent une homogénéisation des écoulements, faciès et habitats, amenant un appauvrissement biologique et un milieu moins résistant aux pollutions et aux étiages sévères. 
Il a également été noté que certains ouvrages (ponts, …) influaient sur le déplacement des sédiments et des espèces, sur les habitats, et sur les fonctions auto-épuratoires de la rivière. 
Enfin, la pollution sous diverses formes (macro-polluants, nitrates, pesticides...) est aussi un problème. 
En conséquence l’atteinte des objectifs de la Directive Cadre sur l'eau a été reportée à 2021 et des travaux complémentaires ont été étudiés et mis en chantier : apport de granulats pour retrouver les diversités de faciès du cours d’eau et donc d’habitat et d’espèces, avec à long terme une amélioration du milieu physico-chimique ; restauration des connexions entre la rivière et les zones humides (bras de rivière « morts », prairies humides, frayères à rétablir, etc.) pour limiter les écarts de variation de débit (trop fortes crues, étiages trop secs). Les travaux de cette deuxième tranche correspondent aux directives du Schéma Directeur d’Aménagement et de Gestion des Eaux (SDAGE 2010-2015 du bassin Loire Bretagne). La fédération de pêche locale contribue aux travaux par des opérations ponctuelles. 
Une convention entre la ville d’Amboise et le syndicat, permet à ce dernier l’accès à un technicien de rivière (technicien d’environnement) qui outre l’expertise fournie s’occupe aussi de l’aspect administratif.
À la suite de la loi de modernisation de l'action publique territoriale et d'affirmation des métropoles (MAPTAM) du 27 janvier 2014 et la création de la compétence « gestion des milieux aquatiques et prévention des inondations » (GEMAPI), le syndicat d'aménagement et d'entretien de l'Amasse et de ses affluents 37 (SAEAA) et le Syndicat de la Masse 41 ont été dissous afin de créer en janvier 2019 le Syndicat Mixte du Bassin de l'Amasse (SMBA). .
Un contrat territorial milieux aquatiques portant sur le bassin de l'Amasse a été signé pour la période 2021-2023. Il formalise les actions et travaux programmés, le calendrier de réalisation, les coûts prévisionnels, les engagements des signataires (SMBA, Agence de l'Eau Loire Bretagne, Région Centre Val de Loire, Conseil départemental d'Indre-et-Loire, Fédération d'Indre-et-Loire de la pêche et de la protection des milieux aquatiques, Fédération du Loir-et-Cher de la pêche et de la protection des milieux aquatiques). Une seconde phase est prévue pour la période 2024-2026. Une convention entre la commune de Souvigny-de-Touraine et le SMBA permet à ce dernier l'accès à une assistance administrative et comptable.

## Affluents
L'Amasse a deux affluents référencés ou plutôt un affluent et un bras
- le vau de Saint-Régle[3] (rg[note 2]) 2 km sur les deux communes de Amboise et Saint-Règle.
- bras de 1,2 km sur Saint-Règle c'est-à-dire à la fois affluent et défluent.

Le Syndicat intercommunal signale de plus :
- le ruisseau de Jumeaux (rg) sur Souvigny-de-Touraine
- le Beugon (rg) sur Vallières-les-Grandes
- la Petite Masse (rg) sur Vallières-les-Grandes et Pontlevoy
- le ruisseau de la Collinière (rd) sur Chaumont-sur-Loire[5]

### Rang de Strahler
Son rang de Strahler est de donc de deux.

## Aménagements et écologie

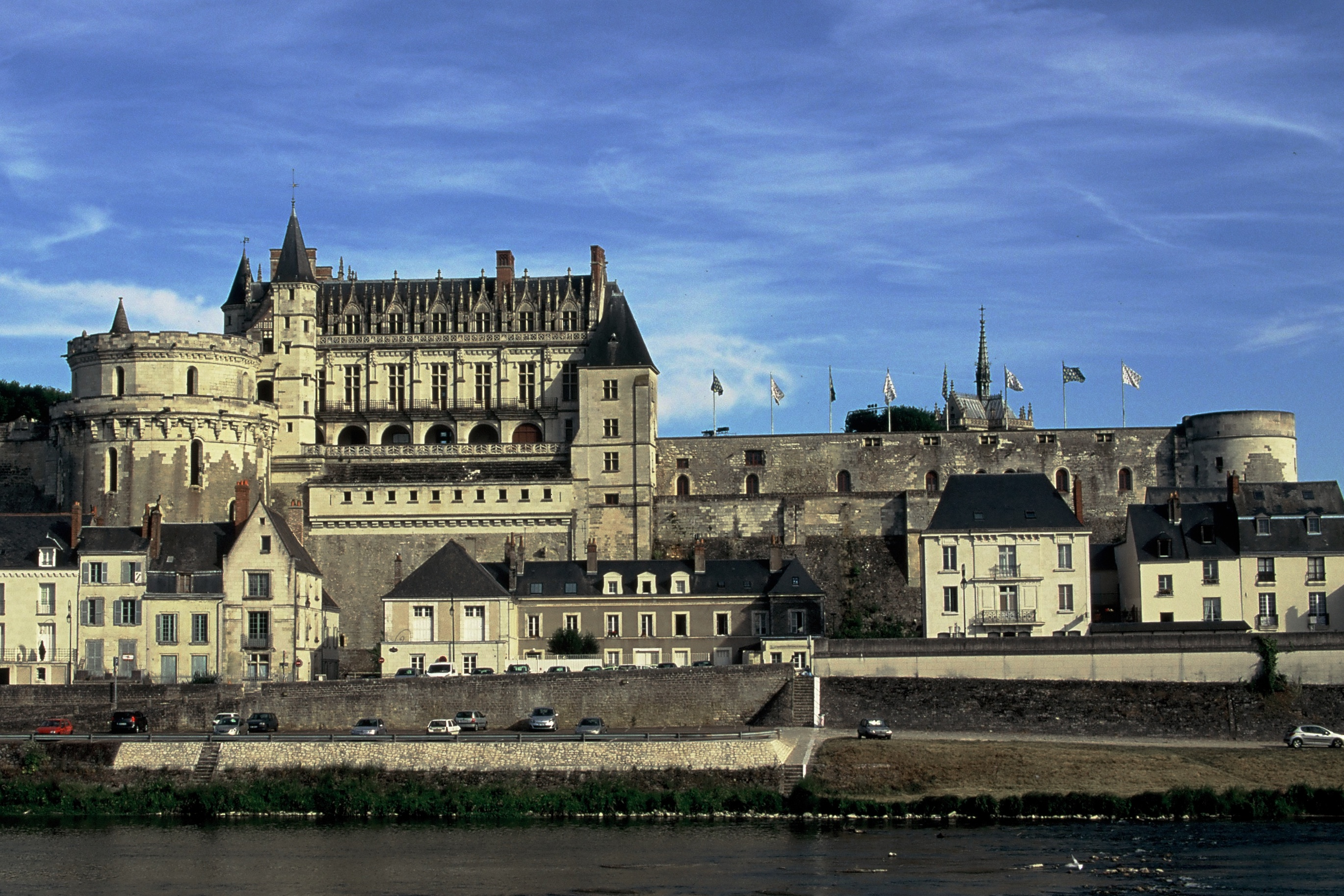
Le château d'Amboise

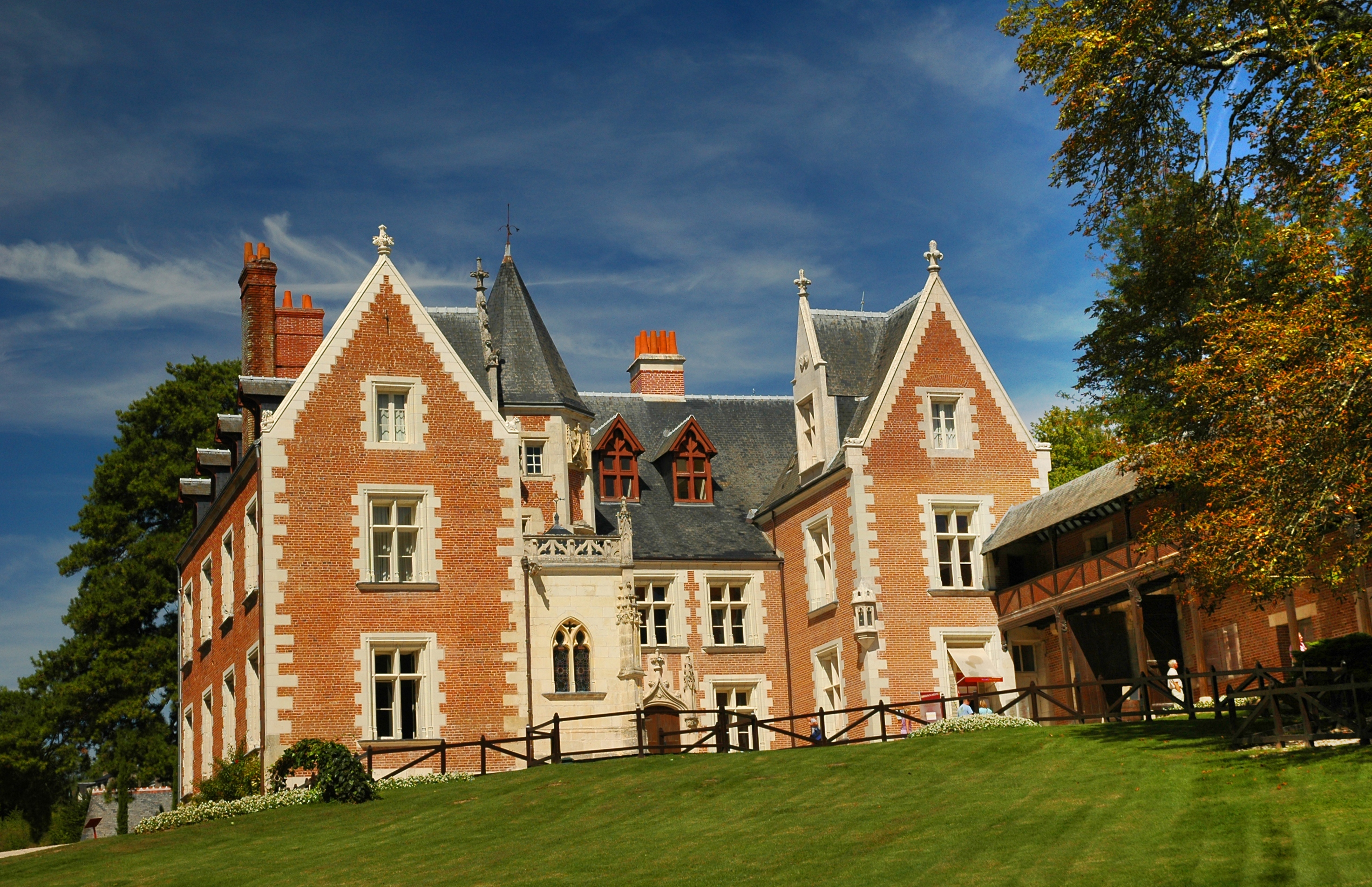
Le château du Clos Lucé

Le long de son cours d'eau, on trouve les lieux-dits : le château d'Amboise, le château du Clos Lucé, le château Gaillard, les moulins à Fer et d'Olivet à Amboise, les moulins des Arpentis, de Givry, de Saint-Lubin à Saint-Règle, les moulins de Mazeure, de Vandon, du Bourg, de la Fontaine à Souvigny-de-Touraine, les gués de la Rocherie et de la Lève à Vallières-les-Grandes, le Gué, l'étang de la Colinière.